# NEW AGE (佐野元春の曲)
「NEW AGE」（ニュー・エイジ）は、佐野元春の16作目のシングル。1984年11月21日にEPIC・ソニー（現：エピックレコードジャパン）から発売された。

## 概要
4枚目のアルバム『VISITORS』のシングルカットとして発売された。2曲ともにシングルミックスである。

## 収録曲
- 全作詞・作曲・編曲：佐野元春

1. NEW AGE
  - 当時、マンハッタンから地下鉄に乗ってコニーアイランドに通っていた際、夕暮れ時の海に面した公園に人気のないボードウォークがあり、そこで佐野は激しい啓示を受けて歌詞を書いたという[1]。
2. COME SHINING
  - ニューヨークの情景をディープに描いており、歌詞中の「ベルベット・ムーンライト」はドラッグのスラングである[要出典]。

## カバー
NEW AGE
- ザ・グルーヴァーズ（1996年、シングル「Longest Night」[2]収録）